# هندی ۲
هندی ۲ (انگلیسی: Indian 2) یک فیلم در ژانر اکشن به کارگردانی اس شانکار است که در سال ۲۰۲۳ منتشر خواهد شد.